# Colección de Clásicos Uruguayos

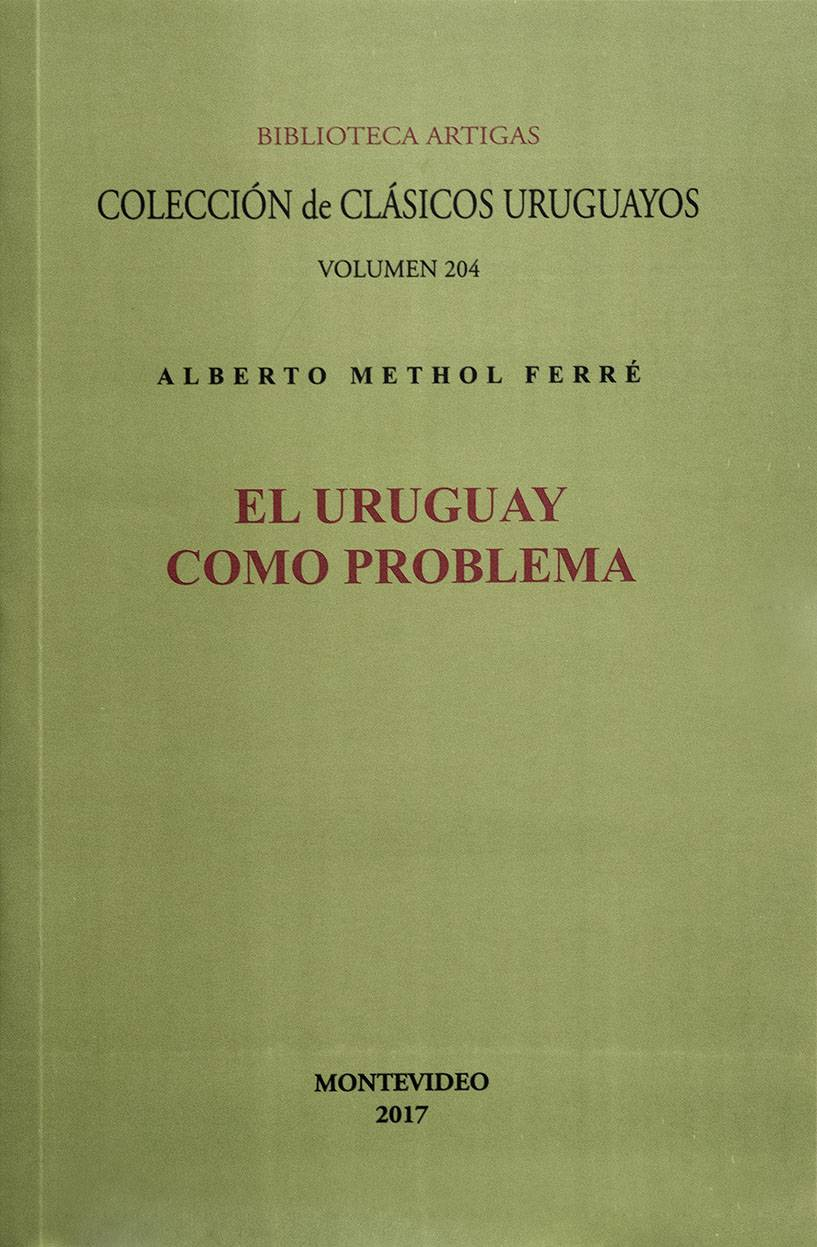
Portada del libro El Uruguay como problema, de Alberto Methol Ferré, uno de los últimos títulos publicados (2017). El arte de tapa se mantiene casi sin alteraciones desde el comienzo de la colección.

La Colección de Clásicos Uruguayos (también llamada Biblioteca Artigas) es una colección de libros de diversos temas y autores editados por el estado uruguayo desde 1953 hasta el presente. Fue creada por medio de la ley 11.473 del 10 de agosto de 1950, con el objetivo de brindar un homenaje al prócer uruguayo en el centenario de su fallecimiento y difundir a precios populares ciertos textos que contribuyeran a estimular el sentimiento nacional.
La comisión editora está compuesta desde su creación por el ministro de Educación y Cultura, los directores del Museo Histórico Nacional, de la Biblioteca Nacional y del Archivo General de la Nación. Los textos publicados son narrativos, líricos, historiográficos, filosóficos, sociológicos, etc. Además, cada ejemplar cuenta con un estudio preliminar sobre la obra y su autor.
Los diversos volúmenes han sido publicados de manera dispersa a lo largo de los años. Inicialmente se publicaron 25 y en la década siguiente, 109. Durante la administración como ministro de Instrucción Pública de Juan E. Pivel Devoto (1963-1967), uno de los principales impulsores de la colección, se llegaron a publicar 102 nuevos volúmenes. Entre 1967 y 1985 se publicaron otros 43. Tras el retorno a la democracia y hasta 2008, solo se editaron ocho. A partir de entonces, las publicaciones se volvieron más frecuentes y suman 49 hasta 2024, año en que se publicó el volumen más reciente.
En 2022 se publicó la tesis del historiador Néstor J. Gutiérrez titulada La nación del papel: Juan Pivel Devoto y  la colección de Clásicos Uruguayos, que la entiende como constructora de un canon literario nacional (1953-1982).
La colección constituye un abordaje formal que permite comprender cuáles son los motivos que la inspiran, así como las limitaciones que la desafían e impulsan su vigencia.

## Títulos publicados
| Vol.               | Título | Autor                                            | Año  |
| ------------------ | --- | ------------------------------------------------ | ---- |
| 1                  | Artigas | Carlos María Ramírez                             | 1953 |
| 2                  | Fermentario | Carlos Vaz Ferreira                              | 1953 |
| 3                  | El terruño y Primitivo | Carlos Reyles                                    | 1953 |
| 4                  | Ismael | Eduardo Acevedo Díaz                             | 1953 |
| 5                  | Sobre los problemas sociales | Carlos Vaz Ferreira                              | 1953 |
| 6                  | Sobre la propiedad de la tierra | Carlos Vaz Ferreira                              | 1953 |
| 7                  | Descripción geográfica del territorio de la República Oriental del Uruguay. Tomo I. Acompañado de observaciones geológicas y cuadros estadísticos  | José María Reyes                                 | 1953 |
| 8                  | Descripción geográfica del territorio de la República Oriental del Uruguay. Tomo II. Acompañado de observaciones geológicas y cuadros estadísticos | José María Reyes                                 | 1953 |
| 9                  | Estudios literarios | Francisco Bauzá                                  | 1953 |
| 10                 | Artículos | Sansón Carrasco                                  | 1953 |
| 11                 | Estudios constitucionales | Francisco Bauzá                                  | 1953 |
| 12                 | Estudios filosóficos | José Pedro Massera                               | 1954 |
| 13                 | Paja brava | El Viejo Pancho                                  | 1954 |
| 14                 | Doñarramona | José Pedro Bellán                                | 1954 |
| 15                 | Soledad y El combate de la tapera | Eduardo Acevedo Díaz                             | 1954 |
| 16                 | Todos los cantos | Álvaro Armando Vasseur                           | 1955 |
| 17                 | Narraciones | Manuel Bernárdez                                 | 1955 |
| 18                 | Tabaré | Juan Zorrilla de San Martín                      | 1956 |
| 19                 | Gaucha | Javier de Viana                                  | 1956 |
| 20                 | La isla de los cánticos | María Eugenia Vaz Ferreira                       | 1956 |
| 21                 | Motivos de Proteo. Tomo I | José Enrique Rodó                                | 1957 |
| 22                 | Motivos de Proteo. Tomo II | José Enrique Rodó                                | 1957 |
| 23                 | Montevideo antiguo. Tomo I. Tradiciones y recuerdos                                                                                                | Isidoro de María                                 | 1957 |
| 24                 | Montevideo antiguo. Tomo II. Tradiciones y recuerdos                                                                                               | Isidoro de María                                 | 1957 |
| 25                 | Vocabulario rioplatense razonado. Tomo I | Daniel Granada                                   | 1957 |
| 26                 | Vocabulario rioplatense razonado. Tomo II | Daniel Granada                                   | 1957 |
| 27                 | Diario de viaje. Tomo I | Francisco Javier de Viana                        | 1957 |
| 28                 | Diario de viaje. Tomo II | Francisco Javier de Viana                        | 1958 |
| 29                 | Diario de la campaña de las Fuerzas Aliadas contra el Paraguay. Tomo I                                                                             | León de Palleja                                  | 1960 |
| 30                 | Diario de la campaña de las Fuerzas Aliadas contra el Paraguay. Tomo II                                                                            | León de Palleja                                  | 1960 |
| 31                 | Arte, estética ideal. Tomo I | Pedro Figari                                     | 1960 |
| 32                 | Arte, estética ideal. Tomo II | Pedro Figari                                     | 1960 |
| 33                 | Arte, estética ideal. Tomo III | Pedro Figari                                     | 1960 |
| 34                 | Nativos | Santiago Maciel                                  | 1961 |
| 35                 | Estudios históricos, políticos y sociales sobre el Río de la Plata. Tomo I                                                                         | Alejandro Magariños Cervantes                    | 1963 |
| 36                 | Estudios históricos, políticos y sociales sobre el Río de la Plata. Tomo II                                                                        | Alejandro Magariños Cervantes                    | 1963 |
| 37                 | La epopeya de Artigas. Tomo I | Juan Zorrilla de San Martín                      | 1963 |
| 38                 | La epopeya de Artigas. Tomo II | Juan Zorrilla de San Martín                      | 1963 |
| 39                 | La epopeya de Artigas. Tomo III | Juan Zorrilla de San Martín                      | 1963 |
| 40                 | La epopeya de Artigas. Tomo IV | Juan Zorrilla de San Martín                      | 1963 |
| 41                 | La epopeya de Artigas. Tomo V | Juan Zorrilla de San Martín                      | 1963 |
| 42                 | Las lenguas de diamante | Juana de Ibarbourou                              | 1963 |
| 43                 | Teseo. Los problemas del arte | Eduardo Dieste                                   | 1964 |
| 44                 | Ariel. Liberalismo y jacobinismo | José Enrique Rodó                                | 1964 |
| 45                 | Pasar… | Mateo Magariños Solsona                          | 1964 |
| 46                 | Las Instrucciones del Año XIII. Tomo I | Héctor Miranda                                   | 1964 |
| 47                 | Las Instrucciones el Año XIII. Tomo II | Héctor Miranda                                   | 1964 |
| 48                 | Ante la nueva constitución | Martín C. Martínez                               | 1964 |
| 49                 | Obras pedagógicas. Tomo I. La educación del pueblo                                                                                                 | José Pedro Varela                                | 1964 |
| 50                 | Obras pedagógicas. Tomo II. La educación del pueblo                                                                                                | José Pedro Varela                                | 1964 |
| 51                 | Obras pedagógicas. Tomo I. La legislación escolar                                                                                                  | José Pedro Varela                                | 1964 |
| 52                 | Obras pedagógicas. Tomo II. La legislación escolar                                                                                                 | José Pedro Varela                                | 1964 |
| 53                 | Nativa | Eduardo Acevedo Díaz                             | 1964 |
| 54                 | Grito de gloria | Eduardo Acevedo Díaz                             | 1964 |
| 55                 | Selección de poesías | Carlos Roxlo                                     | 1964 |
| 56                 | Los tres gauchos orientales | Antonio Lussich                                  | 1964 |
| 57                 | Versos criollos | Elías Regules                                    | 1965 |
| 58                 | Motivos de crítica. Tomo I | Osvaldo Crispo Acosta "Lauxar"                   | 1965 |
| 59                 | Motivos de crítica. Tomo II | Osvaldo Crispo Acosta "Lauxar"                   | 1965 |
| 60                 | Motivos de crítica. Tomo III | Osvaldo Crispo Acosta "Lauxar"                   | 1965 |
| 61                 | Motivos de crítica. Tomo IV | Osvaldo Crispo Acosta "Lauxar"                   | 1965 |
| 62                 | Beba | Carlos Reyles                                    | 1965 |
| 63                 | Lanza y sable | Eduardo Acevedo Díaz                             | 1965 |
| 64                 | Conferencias y discursos. Tomo I | Juan Zorrilla de San Martín                      | 1965 |
| 65                 | Conferencias y discursos. Tomo II | Juan Zorrilla de San Martín                      | 1965 |
| 66                 | Conferencias y discursos. Tomo III | Juan Zorrilla de San Martín                      | 1965 |
| 67                 | El destino nacional y la universidad. Tomo I. Polémica                                                                                             | José Pedro Varela, Carlos María Ramírez          | 1965 |
| 68                 | El destino nacional y la universidad. Tomo II. Polémica                                                                                            | José Pedro Varela, Carlos María Ramírez          | 1965 |
| 69                 | Antología | Delmira Agustini                                 | 1965 |
| 70                 | Selección de cuentos. Tomo I | Javier de Viana                                  | 1965 |
| 71                 | Selección de cuentos. Tomo II | Javier de Viana                                  | 1965 |
| 72                 | Historia del territorio oriental del Uruguay. Tomo I                                                                                               | Juan M. de la Sota                               | 1965 |
| 73                 | Historia del territorio oriental del Uruguay. Tomo II                                                                                              | Juan M. de la Sota                               | 1965 |
| 74                 | Cuentos | Benjamín Fernández y Medina                      | 1965 |
| 75                 | La recuperación del objeto. Tomo I | Joaquín Torres García                            | 1965 |
| 76                 | La recuperación del objeto. Tomo II | Joaquín Torres García                            | 1965 |
| 77                 | Deportación a La Habana en la barca «Puig». Historia de un atentado célebre                                                                        | Agustín de Vedia                                 | 1965 |
| 78                 | Escritos sociológicos. 1881-1885 | Martín C. Martínez                               | 1965 |
| 79                 | El mirador de Próspero. Tomo I | José Enrique Rodó                                | 1965 |
| 80                 | El mirador de Próspero. Tomo II | José Enrique Rodó                                | 1965 |
| 81                 | Educación y arte | Pedro Figari                                     | 1965 |
| 82                 | Antología | Francisco Acuña de Figueroa                      | 1965 |
| 83                 | Selección de poesías | Romildo Risso                                    | 1965 |
| 84                 | Ensayos. Tomo I | Carlos Reyles                                    | 1965 |
| 85                 | Ensayos. Tomo II | Carlos Reyles                                    | 1965 |
| 86                 | Ensayos. Tomo III | Carlos Reyles                                    | 1965 |
| 87                 | Teatro completo. Tomo I | Ernesto Herrera                                  | 1965 |
| 88                 | Teatro completo. Tomo II | Ernesto Herrera                                  | 1965 |
| 89                 | Los modernistas. Tomo I | Víctor Pérez Petit                               | 1965 |
| 90                 | Los modernistas. Tomo II | Víctor Pérez Petit                               | 1965 |
| 91                 | Las mujeres de Shakespeare | Luis Melián Lafinur                              | 1965 |
| 92                 | Selección de escritos | Dámaso Antonio Larrañaga                         | 1965 |
| 93                 | Escritos filosóficos | Prudencio Vázquez y Vega                         | 1965 |
| 94                 | La raza de Caín | Carlos Reyles                                    | 1965 |
| 95                 | Historia de la dominación española en el Uruguay. Tomo I                                                                                           | Francisco Bauzá                                  | 1965 |
| 96                 | Historia de la dominación española en el Uruguay. Tomo II                                                                                          | Francisco Bauzá                                  | 1965 |
| 97                 | Historia de la dominación española en el Uruguay. Tomo III                                                                                         | Francisco Bauzá                                  | 1965 |
| 98                 | Historia de la dominación española en el Uruguay. Tomo IV                                                                                          | Francisco Bauzá                                  | 1965 |
| 99                 | Historia de la dominación española en el Uruguay. Tomo V                                                                                           | Francisco Bauzá                                  | 1965 |
| 100                | Historia de la dominación española en el Uruguay. Tomo VI                                                                                          | Francisco Bauzá                                  | 1965 |
| 101                | Selección de cuentos. Tomo I | Horacio Quiroga                                  | 1966 |
| 102                | Selección de cuentos. Tomo II | Horacio Quiroga                                  | 1966 |
| 103                | Conferencias de derecho constitucional | Carlos María Ramírez                             | 1966 |
| 104                | Antología | Fernán Silva Valdés                              | 1966 |
| 105                | Selección de cuentos. Tomo I | Yamandú Rodríguez                                | 1966 |
| 106                | Selección de cuentos. Tomo II | Yamandú Rodríguez                                | 1966 |
| 107                | Crónicas de un crimen | Justino Zavala Muniz                             | 1966 |
| 108                | Anecdotario del uruguayo Santiago Marcos | Ramón Píriz Coelho                               | 1966 |
| 109                | Lauracha | Otto Miguel Cione                                | 1966 |
| 110                | El caudillismo y la revolución americana. Polémica                                                                                                 | Manuel Herrera y Obes y Bernardo Prudencio Berro | 1966 |
| 111                | Escritos selectos | Bernardo Prudencio Berro                         | 1966 |
| 112                | Estudios históricos | Lorenzo Barbagelata                              | 1966 |
| 113                | Obras poéticas | Julio Herrera y Reissig                          | 1966 |
| 114                | Conferencias sobre derecho natural. Como introducción al curso de Derecho de Gentes                                                                | Gregorio Pérez Gomar                             | 1966 |
| 115                | Curso elemental de Derecho de Gentes. Tomo I | Gregorio Pérez Gomar                             | 1966 |
| 116                | Curso elemental de Derecho de Gentes. Tomo II | Gregorio Pérez Gomar                             | 1966 |
| 117                | Raza ciega y otros cuentos | Francisco Espínola                               | 1967 |
| 118                | Dos ensayos constitucionales | Juan Andrés Ramírez                              | 1967 |
| 119                | Cartas íntimas | Rafael Barrett                                   | 1967 |
| 120                | Praderas soleadas y otros poemas | Andrés Héctor Lerena Acevedo                     | 1967 |
| 121                | Teatro. Tomo I | Florencio Sánchez                                | 1967 |
| 122                | Teatro. Tomo II | Florencio Sánchez                                | 1967 |
| 123                | Antología | Juana de Ibarbourou                              | 1967 |
| 124                | Crítica y arte. Tierra española. Visiones de Italia                                                                                                | Gustavo Gallinal                                 | 1967 |
| 125                | Letras uruguayas | Gustavo Gallinal                                 | 1967 |
| 126                | Historia de un amor turbio | Horacio Quiroga                                  | 1968 |
| 127                | Selección de prosas. Tomo I | Pedro Leandro Ipuche                             | 1968 |
| 128                | Selección de prosas. Tomo II | Pedro Leandro Ipuche                             | 1968 |
| 129                | Memorias | César Díaz                                       | 1968 |
| 130                | Selección de escritos. Crónicas históricas: 1787-1814                                                                                              | José Manuel Pérez Castellano                     | 1968 |
| 131                | Selección de escritos. Tomo I. Observación sobre agricultura                                                                                       | José Manuel Pérez Castellano                     | 1968 |
| 132                | Selección de escritos. Tomo II. Observación sobre agricultura                                                                                      | José Manuel Pérez Castellano                     | 1968 |
| 133                | Paráfrasis | Roberto Sienra                                   | 1968 |
| 134                | Poética y plástica. Tomo I | Emilio Oribe                                     | 1968 |
| 135                | Poética y plástica. Tomo II | Emilio Oribe                                     | 1968 |
| 136                | Un panorama del espíritu. Tomo I. El «Ariel» de Rodó                                                                                               | José G. Antuña                                   | 1969 |
| 137                | Un panorama del espíritu. Tomo II. El «Ariel» de Rodó                                                                                              | José G. Antuña                                   | 1969 |
| 138                | Selección de cuentos | Adolfo Montiel Ballesteros                       | 1970 |
| 139                | Antología de poetas modernistas menores |                                                  | 1971 |
| 140                | Estudios sociales y económicos. Tomo I | Francisco Bauzá                                  | 1972 |
| 141                | Estudios sociales y económicos. Tomo II | Francisco Bauzá                                  | 1972 |
| 142                | Selección de discursos. Tomo I | Francisco Acuña de Figueroa                      | 1972 |
| 143                | Selección de discursos. Tomo II | Francisco Acuña de Figueroa                      | 1972 |
| 144                | Selección de discursos. Tomo III | Francisco Soca                                   | 1972 |
| 145                | La independencia nacional. Tomo I | Francisco Bauzá y otros                          | 1975 |
| 146                | La independencia nacional. Tomo II | Pablo Blanco Acevedo                             | 1975 |
| 147                | Época colonial. La Compañía de Jesús en Montevideo                                                                                                 | Carlos Ferrés                                    | 1975 |
| 148                | La agricultura colonial | Mariano B. Berro                                 | 1975 |
| 149                | El gobierno colonial en el Uruguay y los orígenes de la nacionalidad. Tomo I                                                                       | Pablo Blanco Acevedo                             | 1975 |
| 150                | El gobierno colonial en el Uruguay y los orígenes de la nacionalidad. Tomo II                                                                      | Pablo Blanco Acevedo                             | 1975 |
| 151                | La cruzada de los Treinta y Tres | Luis Arcos Ferrand                               | 1976 |
| 152                | Páginas de Historia | Carlos María Ramírez                             | 1978 |
| 153                | El narrador gaucho. Novela en cuentos. Selección de cuentos                                                                                        | Valentín García Saiz                             | 1978 |
| 154                | Ensayos. Tomo I. El sermón de la paz | Juan Zorrilla de San Martín                      | 1978 |
| 155                | Ensayos. Tomo II. El libro de Ruth | Juan Zorrilla de San Martín                      | 1978 |
| 156                | Ensayos. Tomo III. Huerto cerrado | Juan Zorrilla de San Martín                      | 1978 |
| 157                | Diario histórico del sitio de Montevideo en los años 1812-13-14. Tomo I                                                                            | Francisco Acuña de Figueroa                      | 1978 |
| 158                | Diario histórico del sitio de Montevideo en los años 1812-13-14. Tomo II                                                                           | Francisco Acuña de Figueroa                      | 1978 |
| 159                | El Parnaso oriental o guirnalda poética de la República Uruguaya. Tomo I                                                                           | Luciano Lira                                     | 1981 |
| 160                | El Parnaso oriental o guirnalda poética de la República Uruguaya. Tomo II                                                                          | Luciano Lira                                     | 1981 |
| 161                | El Parnaso oriental o guirnalda poética de la República Uruguaya. Tomo III                                                                         | Luciano Lira                                     | 1981 |
| 162                | El Uruguay entre dos siglos | Mario Falcao Espalter                            | 1983 |
| 163                | Purificación. Sede del Protectorado de los Pueblos Libres. 1815-1818                                                                               | Juan Antonio Rebella                             | 1981 |
| 164                | La leyenda patria | Juan Zorrilla de San Martín                      | 1979 |
| 165                | Antología. Tomo I | Carlos Sabat Ercasty                             | 1982 |
| 166                | Antología. Tomo II | Carlos Sabat Ercasty                             | 1982 |
| 167                | Tacuruses | Serafín J. García                                | 1985 |
| 168                | Antología. Tomo I | Serafín J. García                                | 1987 |
| 169                | Antología. Tomo II | Serafín J. García                                | s/d  |
| 170                | Obra completa | Bartolomé Hidalgo                                | 1986 |
| 171                | De la leyenda negra al culto artiguista | Juan E. Pivel Devoto                             | 2004 |
| 172                | La carreta | Enrique Amorim                                   | 2004 |
| 173                | Cuentos selectos | Milton Stelardo                                  | 1999 |
| 174                | El país secreto | María de Montserrat                              | 1999 |
| 175                | Sombras sobre la tierra | Francisco Espínola                               | 2001 |
| 176                | Espiritualismo y positivismo en el Uruguay | Arturo Ardao                                     | 2008 |
| 177                | Aviso a la población | Clara Silva                                      | 2008 |
| 178                | Los fuegos de San Telmo | José Pedro Díaz                                  | 2008 |
| 179                | El impulso y su freno | Carlos Real de Azúa                              | 2009 |
| 180                | Escritos | Gervasio Guillot Muñoz                           | 2009 |
| 181                | Tierra en la boca | Carlos Martínez Moreno                           | 2009 |
| 182                | Un cuento con un pozo y otros escritos | Mario Arregui                                    | 2009 |
| 183                | La vida breve | Juan Carlos Onetti                               | 2009 |
| 184                | Tres libros de poesía | Juan Cunha                                       | 2010 |
| 185                | Prosa urgente | Florencio Sánchez                                | 2011 |
| 186                | Los Molles | Santiago Dossetti                                | 2011 |
| 187                | Felicidad y otras tristezas | María Inés Silva Vila                            | 2011 |
| 188                | El río y otros problemas | Amanda Berenguer                                 | 2011 |
| 189                | Colección de poetas del Río de la Plata | Andrés Lamas y otros                             | 2011 |
| 190                | Prosa fundamental, prosa desconocida, discursos. Tomo I                                                                                            | Julio Herrera y Reissig                          | 2011 |
| 191                | Prosa fundamental, prosa desconocida, correspondencia. Tomo II                                                                                     | Julio Herrera y Reissig                          | 2011 |
| 192                | Crónicas de la naturaleza | Rafael Barrett                                   | 2012 |
| 193                | Campo secreto | Carlos Rodríguez Pintos                          | 2012 |
| 194                | Polémicas | Joaquín Torres García                            | 2014 |
| 195                | Raíz al sol | Eliseo Salvador Porta                            | 2014 |
| 196                | Textos breves | Lauro Ayestarán                                  | 2014 |
| 197                | Dialectología general e hispanoamericana | José Pedro Rona                                  | 2014 |
| 198                | Las ínsulas extrañas. Canto desierto y antología poética                                                                                           | Esther de Cáceres                                | 2015 |
| 199                | El arreglo de los campos | María Inés Moraes                                | 2015 |
| 200                | Nadie encendía las lámparas | Felisberto Hernández                             | 2016 |
| 201                | En la sierra maestra y otros reportajes | Carlos María Gutiérrez                           | 2017 |
| 202                | Febrero amargo | Amílcar Vasconcellos                             | 2017 |
| 203                | Tierra y tiempo | Juan José Morosoli                               | 2017 |
| 204                | El Uruguay como problema | Alberto Methol Ferré                             | 2017 |
| 205                | Escritos europeos | José Enrique Rodó                                | 2017 |
| 206                | Pantheos | Carlos Sabat Ercasty                             | 2017 |
| 207                | Protestas armadas (Relatos y otras páginas, 1870-1904)                                                                                             | Eduardo Acevedo Díaz                             | 2018 |
| 208                | De la poesía y los poetas | Idea Vilariño                                    | 2018 |
| 209                | Crítica activa | Rubén Cotelo                                     | 2018 |
| 210                | El léxico de los uruguayos y otros estudios | Adolfo Berro García                              | 2018 |
| 211                | Ensayo y memoria | Emir Rodríguez Monegal                           | 2019 |
| 212                | Actuales narradores hispanoamericanos (Diálogos de los 60)                                                                                         | Domingo Luis Bordoli y Heber Raviolo             | 2019 |
| 213                | Varias historias | José Monegal                                     | 2019 |
| 214                | La libertad política | Justino Jiménez de Aréchaga                      | 2020 |
| 215                | Uruguay: ¿provincia o nación? | Roberto Ares Pons                                | 2020 |
| 216                | Trabajos filosóficos | Juan Llambías de Azevedo                         | 2020 |
| 217                | La tregua | Mario Benedetti                                  | 2020 |
| 218                | Cuentos completos | Julio C. da Rosa                                 | 2021 |
| 219                | Recorrido por un país devastado: Juan Francisco Giró (1852)                                                                                        | Florentino Castellanos                           | 2023 |
| 220                | La Guerra de los Charrúas en la Banda Oriental | Eduardo F. Acosta y Lara                         | 2024 |
| 221                | La Colina del Pájaro Rojo | Emilio Oribe                                     | 2024 |
| Fuera de Serie I   | Diario de Historia Natural (1808-1814) | Dámaso Antonio Larrañaga                         | 2015 |
| Fuera de Serie II  | Diario de Historia Natural (1813-1824) | Dámaso Antonio Larrañaga                         | 2017 |
| Fuera de Serie III | Cajón de Sastre | José Manuel Pérez Castellano                     | 2021 |